# Liste der Deutschen Meister im Vierer-Einradfahren
Dies ist eine Übersicht über alle deutschen Meister im Vierer-Einradfahren:

## Männer
| Jahr | Austragungsort               | Gold Männer | Silber Männer | Bronze Männer |
| ---- | ---------------------------- | --- | --- | --- |
| 1955 | Karlsruhe                    | . | . | . |
| 1964 | Ulm                          | . | . | . |
| 1965 | Berlin                       | . | . | . |
| 1966 | Böblingen                    | . | Spvg. Rot-Weiß Moisling von 1911 eV. - Claus Bernich - Gerhard Clasen - Jürgen Stamer - Gerd Wehsolek                    | . |
| 1967 | Oldenburg                    | . | . | . |
| 1968 | Straubing                    | RV Freie Bahn Oberaußem - Alfred Dittrich - Gerhard Schneider - Günter Leichel - Manfred Dittrich                         | RMSV 1912 Breckenheim - Heinz Becker - Karl Becker - Karl-Heinz Heuß - Dieter Schneider                                  | . |
| 1969 | Göppingen                    | Spvg. Rot-Weiß Moisling von 1911 eV. - Claus Bernich - Gerhard Clasen - Jürgen Stamer - Gerd Wehsolek                     | . | . |
| 1970 | Hannover                     | Spvg. Rot-Weiß Moisling von 1911 eV. - Claus Bernich - Gerhard Clasen - Jürgen Stamer - Gerd Wehsolek                     | . | . |
| 1971 | Wiesbaden                    | . | . | Spvg. Rot-Weiß Moisling von 1911 eV. - Claus Bernich - Gerhard Clasen - Jürgen Stamer - Gerd Wehsolek                 |
| 1972 | Hamburg                      | . | . | . |
| 1973 | Hannover                     | . | . | . |
| 1974 | Augsburg                     | . | . | . |
| 1975 | Rüsselsheim                  | . | . | . |
| 1976 | Moers                        | . | . | . |
| 1977 | Straubing                    | . | . | . |
| 1978 | Marburg                      | RV Freie Bahn Oberaußem - Wolfgang Leichel - Peter Heller - Hans Schmitz - Klaus Schneikart                               | . | . |
| 1979 | Moers                        | RV Freie Bahn Oberaußem - Walter Kamp - Peter Heller - Hans Schmitz - Klaus Schneikart                                    | RSV Wiesbaden-Breckenheim                                                                                                | JSV Neuenschmidten II                                                                                                 |
| 1980 | Minden                       | RSV Wiesbaden-Breckenheim                                                                                                 | RV Freie Bahn Oberaußem                                                                                                  | JSV Neuenschmidten II                                                                                                 |
| 1981 | Oberursel                    | RSV Breckenheim | RSC Dietzenbach - Stefan Kraft - Steffen Lehr - Hubert Lehr - Armin Lehr - Trainer: Heinz Lehr                           | RKV Pleidelsheim |
| 1982 | Crailsheim                   | RSV Breckenheim | RSC Dietzenbach - Stefan Kraft - Steffen Lehr - Hubert Lehr - Armin Lehr - Trainer: Heinz Lehr                           | RV Oberaussem |
| 1983 | Moers                        | RSC Dietzenbach - Stefan Kraft - Steffen Lehr - Hubert Lehr - Armin Lehr - Trainer: Heinz Lehr                            | RKV Pleidelsheim | JSV Neuenschmidten |
| 1984 | Herzogenrath                 | RSC Dietzenbach - Stefan Kraft - Steffen Lehr - Hubert Lehr - Armin Lehr - Trainer: Heinz Lehr                            | JSV Neuenschmidten | RV Geldern-Veert |
| 1985 | Baunatal                     | RKV Pleidelsheim II | RKV Pleidelsheim I | RSC Dietzenbach - Stefan Kraft - Steffen Lehr - Hubert Lehr - Armin Lehr - Trainer: Heinz Lehr                        |
| 1986 | Forst                        | RSC Dietzenbach - Stefan Kraft - Steffen Lehr - Hubert Lehr - Armin Lehr - Trainer: Heinz Lehr                            | RV Heere | JSV Neuenschmidten |
| 1987 | Crailsheim                   | RSC Dietzenbach - Stefan Kraft - Steffen Lehr - Hubert Lehr - Armin Lehr - Trainer: Heinz Lehr                            | RSV Breckenheim | RKV Pleidelsheim II                                                                                                   |
| 1988 | Bad Salzuflen                | RSV Förste | RSC Dietzenbach - Stefan Kraft - Steffen Lehr - Hubert Lehr - Armin Lehr - Trainer: Heinz Lehr                           | RKV Pleidelsheim II                                                                                                   |
| 1989 | Denzlingen                   | JSV Neuenschmidten | RKV Pleidelsheim II | Spvg. Rot-Weiß Moisling von 1911 eV. - Gerhard Clasen - Jörn Clasen - Helmut Tietz - Ralf Russ 293,6 Punkte           |
| 1990 | Schauenburg/Hof              | JSV Neuenschmidten II | RKV Pleidelsheim II | RKV Pleidelsheim I |
| 1991 | Trier                        | JSV Neuenschmidten II | RSV Förste | RSV Breckenheim |
| 1992 | Willich-Schiefbahn           | RKV Pleidelsheim | Spvg. Rot-Weiß Moisling von 1911 eV. - Gerhard Clasen - Jörn Clasen - Helmut Tietz - Ralf Russ 295,40 Punkte             | RMSV Aach - Thomas Stützle - Alexander Gaißer - Matthias Neidhart - Steffen Lehr - Trainer Paul Gaißer                |
| 1993 | Moers                        | . | . | . |
| 1994 | Gärtringen                   | . | Spvg. Rot-Weiß Moisling von 1911 eV. - Gerhard Clasen - Jörn Clasen - Matthias Marklein - Helmut Tietz 292,87 Punkte     | . |
| 1995 | Hamburg                      | Spvg. Rot-Weiß Moisling von 1911 eV. - Gerhard Clasen - Jörn Clasen - Helmut Tietz - Maik Tobis 296,27 Punkte             | RMSV Aach - Christian Dressler - Alexander Gaißer - Steffen Lehr - Udo Zimmermann - Trainer Paul Gaißer                  | . |
| 1996 | Karlsruhe                    | Spvg. Rot-Weiß Moisling von 1911 eV. - Jörn Clasen - Matthias Marklein - Ulrich Praefke - Helmut Tietz 299,03 Punkte      | TSV Langenprozelten 1912 e.V. - Patrick Breitenbach - Heiko Rauch - Michael Rauch - Stephan Rauch                        | . |
| 1997 | Moers                        | TSV Langenprozelten 1912 e.V. - Patrick Breitenbach - Heiko Rauch - Michael Rauch - Stephan Rauch                         | Spvg. Rot-Weiß Moisling von 1911 eV. - Jörn Clasen - Matthias Marklein - Ulrich Praefke - Helmut Tietz 292,30 Punkte     | RMSV Aach - Alexander Gaißer - Steffen Lehr - Christian Dressler - Wilfried Schwarz - Trainer Paul Gaißer             |
| 1998 | Koblenz                      | . | Spvg. Rot-Weiß Moisling von 1911 eV. - Jörn Clasen - Matthias Marklein - Ulrich Praefke - Helmut Tietz 291,83 Punkte     | RMSV Aach - Alexander Gaißer - Steffen Lehr - Christian Dressler - Wilfried Schwarz - Trainer Paul Gaißer             |
| 1999 | Singen                       | . | . | Spvg. Rot-Weiß Moisling von 1911 eV. - Jörn Clasen - Matthias Marklein - Ulrich Praefke - Helmut Tietz 292,60 Punkte  |
| 2000 | Oberursel                    | Spvg. Rot-Weiß Moisling von 1911 eV. - Jörn Clasen - Matthias Marklein - Ulrich Praefke - Helmut Tietz 298,91 Punkte      | . | . |
| 2001 | Moers                        | Spvg. Rot-Weiß Moisling von 1911 eV. - Jörn Clasen - Matthias Marklein - Ulrich Praefke - Helmut Tietz 298,47 Punkte      | SpVg. Rot-Weiß Moisling von 1911 eV. - Sebastian Koscher - Timo Tietz - Jan Westergreen - Jens Westergreen 291,43 Punkte | . |
| 2002 | Denzlingen                   | . | . | . |
| 2003 | Bürstadt                     | Spvg. Rot-Weiß Moisling von 1911 eV. - Jörn Clasen - Hansjörg Schwartz - Jan Westergreen - Jens Westergreen 294,36 Punkte | . | . |
| 2004 | Glauchau                     | Spvg. Rot-Weiß Moisling von 1911 eV. - Jörn Clasen - Hansjörg Schwartz - Jan Westergreen - Jens Westergreen 297,60 Punkte | . | . |
| 2005 | Bad Salzuflen                | Spvg. Rot-Weiß Moisling von 1911 eV. - Jörn Clasen - Hansjörg Schwartz - Jan Westergreen - Jens Westergreen 306,15 Punkte | . | . |
| 2006 | Mönchengladbach              | JSV Neuenschmidten - Peter Schmidt - Matthias Lohrey - Friedhelm Eurich - Klaus Eckert 293,25 Punkte                      | Spvg. Rot-Weiß Moisling von 1911 eV. - Jörn Clasen - Hansjörg Schwartz - Tobias Terpe - Jens Westergreen 288,40 Punkte   | RV Georgia Reichenau - Christian Böhler - Philipp Lang - Timo Hütten - Philipp Henkes 288,34 Punkte                   |
| 2007 | Elsenfeld                    | Spvg. Rot-Weiß Moisling von 1911 eV. - Jörn Clasen - Hansjörg Schwartz - Tobias Terpe - Jens Westergreen 291,64 Punkte    | JSV Neuenschmidten I - Peter Schmidt - Matthias Lohrey - Friedhelm Eurich - Klaus Eckert 291,05 Punkte                   | JSV Neuenschmidten III 284,33 Punkte                                                                                  |
| 2008 | Ludwigshafen Neues Reglement | RV Georgia Reichenau - Christian Böhler - Philipp Lang - Timo Hütten - Philipp Henkes 82,05 Punkte                        | Spvg. Rot-Weiß Moisling von 1911 eV. - Jörn Clasen - Hansjörg Schwartz - Tobias Terpe - Jens Westergreen 81,32 Punkte    | JSV Neuenschmidten I - Peter Schmidt - Matthias Lohrey - Friedhelm Eurich - Klaus Eckert 78,94 Punkte                 |
| 2009 | Herzogenrath                 | RMSV Edelweiß Aach - Manuela Dieterle - Alexander Gaißer - Katja Gaißer - Ines Rudolf 79,80 Punkte                        | RV Georgia Reichenau - Christian Böhler - Timo Hütten - Philipp Henkes - Philipp Lang 74,71 Punkte                       | Spvg. Rot-Weiß Moisling von 1911 eV. - Jörn Clasen - Hansjörg Schwartz - Tobias Terpe - Jens Westergreen 74,60 Punkte |
| 2010 | Harburg                      | Spvg. Rot-Weiß Moisling von 1911 eV. - Jörn Clasen - Hansjörg Schwartz - Tobias Terpe - Jens Westergreen 86,25 Punkte     | RMSV Edelweiß Aach - Manuela Dieterle - Alexander Gaißer - Katja Gaißer - Ines Rudolf 85,45 Punkte                       | JSV Neuenschmidten 1 84,25 Punkte                                                                                     |
| 2011 | Erfurt                       | RV Freie-Bahn Oberaußem - Stefanie Scharwat - Sabrina Otto - Thorsten Lieven - Frank Jansen 76,61 Punkte                  | JSV Neuenschmidten I 73,04 Punkte                                                                                        | RKV Herzogenaurach 72,37 Punkte                                                                                       |
| 2012 | Kamp-Lintfort                | JSV Neuenschmidten 108,71 Punkte                                                                                          | RV Freie Bahn Oberaußem - Stefanie Scharwat - Saskia Malinka - Thorsten Lieven - Frank Jansen 108,46 Punkte              | Spvg. Rot-Weiß Moisling v. 1911 eV. - Britta Clasen - Jörn Clasen - Tobias Terpe - Jens Westergreen 105,39 Punkte     |
| 2013 | Baunatal                     | RV Freie Bahn Oberaußem - Stefanie Scharwat - Saskia Malinka - Thorsten Lieven - Frank Jansen 99,05 Punkte                | Spvg. Rot-Weiß Moisling v. 1911 eV. - Britta Clasen - Jörn Clasen - Tobias Terpe - Jens Westergreen 95,23 Punkte         | JSV Neuenschmidten 94,99 Punkte                                                                                       |
| 2014 | Denkendorf                   | Spvg. Rot-Weiß Moisling v. 1911 eV. - Britta Clasen - Jörn Clasen - Tobias Terpe - Jens Westergreen 121,75 Punkte         | JSV Neuenschmidten I 120,91 Punkte                                                                                       | JSV Neuenschmidten III 120,08 Punkte                                                                                  |
| 2015 | Lübbecke                     | JSV Neuenschmidten I 124,72 Punkte                                                                                        | RV Georgia Reichenau 123,75 Punkte                                                                                       | Spvg. Rot-Weiß Moisling v. 1911 eV. - Britta Clasen - Jörn Clasen - Tobias Terpe - Jens Westergreen 123,09 Punkte     |
| 2016 | Moers                        | RKV Solidarität Schweinfurt 127,51 Punkte                                                                                 | JSV Neuenschmidten 125,32 Punkte                                                                                         | Spvg. Rot-Weiß Moisling v. 1911 eV. - Britta Clasen - Jörn Clasen - Tobias Terpe - Jens Westergreen 121,42 Punkte     |
| 2017 | Hamburg                      | Spvg. Rot-Weiß Moisling v. 1911 eV. - Britta Clasen - Jörn Clasen - Anna Pätschke - Tobias Terpe 125,40 Punkte            | RSV Breckenheim 120,28 Punkte                                                                                            | RV Freie Bahn Oberaussem I 120,04 Punkte                                                                              |
| 2018 | Neresheim                    | RSV Breckenheim 142,24 Punkte                                                                                             | Spvg. Rot-Weiß Moisling v. 1911 eV. - Britta Clasen - Jörn Clasen - Anna Pätschke - Tobias Terpe 135,52 Punkte           | RKV Solidarität Schweinfurt 133,90 Punkte                                                                             |

### Frauen
| Jahr | Austragungsort               | Gold Frauen | Silber Frauen                                                                                              | Bronze Frauen |
| ---- | ---------------------------- | --- | --- | --- |
| 1955 | Karlsruhe                    | . | . | . |
| 1964 | Ulm                          | . | . | . |
| 1965 | Berlin                       | . | . | . |
| 1966 | Böblingen                    | . | . | . |
| 1967 | Oldenburg                    | . | . | . |
| 1968 | Straubing                    | . | . | . |
| 1969 | Göppingen                    | . | . | . |
| 1970 | Hannover                     | . | . | . |
| 1971 | Wiesbaden                    | . | . | . |
| 1972 | Hamburg                      | . | . | . |
| 1973 | Hannover                     | . | . | . |
| 1974 | Augsburg                     | . | . | . |
| 1975 | Rüsselsheim                  | . | . | . |
| 1976 | Moers                        | . | . | . |
| 1977 | Straubing                    | . | . | . |
| 1978 | Marburg                      | . | . | . |
| 1979 | Moers                        | . | . | . |
| 1980 | Lübbecke                     | . | . | RMSV Aach - Ulla Gohm - Karin Schwarz - Rita Gaißer - Ingrid Zumkeller - Trainer Paul Gaißer                                |
| 1981 | Oberursel                    | . | . | . |
| 1982 | Crailsheim                   | . | . | RMSV Aach - Ulla Gohm - Karin Schwarz - Rita Gaißer - Ingrid Zumkeller - Trainer Paul Gaißer                                |
| 1983 | Moers                        | . | . | Spvg. Rot-Weiß Moisling von 1911 eV. - Christine Broscheit - Monika Russ - Nicole Schwartz - Katrin Steenbeck 324,20 Punkte |
| 1984 | Herzogenrath                 | . | . | . |
| 1985 | Baunatal                     | Spvg. Rot-Weiß Moisling von 1911 eV. - Christine Broscheit - Stefanie Broscheit - Britta Clasen - Katrin Steenbeck 296,70 Punkte         | . | . |
| 1986 | Forst                        | . | . | RMSV Aach - Ulla Steuer - Karin Schwarz - Manuela Dieterle - Ingrid Maier - Trainer Paul Gaißer                             |
| 1987 | Crailsheim                   | . | RMSV Aach - Ulla Steuer - Rita Gaißer - Manuela Dieterle - Anita Schamberger - Trainer Paul Gaißer         | . |
| 1988 | Bad Salzuflen                | . | RMSV Aach - Anita Schamberger - Iris Schamberger - Manuela Dieterle - Simone Rimmele - Trainer Paul Gaißer | . |
| 1989 | Denzlingen                   | . | RMSV Aach - Anita Schamberger - Iris Schamberger - Manuela Dieterle - Simone Rimmele - Trainer Paul Gaißer | . |
| 1990 | Schauenburg/Hoof             | . | RMSV Aach - Anita Schamberger - Iris Schamberger - Manuela Dieterle - Simone Rimmele - Trainer Paul Gaißer | . |
| 1991 | Trier                        | RV Freie Bahn Oberaußem 1906 e.V. - Helga Schaeffer - Gabi Quester - Tanja Roll - Gisela Kurz - Trainer Elisabeth und Alfred Dittrich    | RMSV Aach - Anita Schamberger - Iris Schamberger - Manuela Dieterle - Simone Rimmele - Trainer Paul Gaißer | . |
| 1992 | Willich-Schiefbahn           | RV Freie Bahn Oberaußem 1906 e.V. - Helga Schaeffer - Gabi Quester - Tanja Roll - Annette Geiken - Trainer Elisabeth und Alfred Dittrich | RMSV Aach - Anita Schamberger - Iris Schamberger - Manuela Dieterle - Simone Rimmele - Trainer Paul Gaißer | . |
| 1993 | Moers                        | . | . | . |
| 1994 | Gärtringen                   | . | . | . |
| 1995 | Hamburg                      | . | . | . |
| 1996 | Karlsruhe                    | . | . | . |
| 1997 | Moers                        | . | . | RMSV Aach - Anita Bötzer - Manuela Dieterle - Bianca Müller - Simone Kögl - Trainer Paul Gaißer                             |
| 1998 | Koblenz                      | . | . | . |
| 1999 | Singen                       | . | . | RMSV Aach - Katja Gaißer - Christine Leuschner - Vera Leuschner - Gabi Müller - Trainer Paul Gaißer                         |
| 2000 | Oberursel-Bommersheim        | . | . | . |
| 2001 | Moers                        | . | . | RMSV Aach - Katja Gaißer - Christine Leuschner - Manuela Dieterle - Bianca Müller - Trainer Paul Gaißer                     |
| 2002 | Denzlingen                   | . | RMSV Aach - Katja Gaißer - Christine Leuschner - Manuela Dieterle - Bianca Müller - Trainer Paul Gaißer    | . |
| 2003 | Bürstadt                     | RKV Denkendorf - Helen Cordier - Johanna Grosse - Tanja Lechleitner - Elisa Mongiovi                                                     | RMSV Aach - Katja Gaißer - Christine Leuschner - Manuela Dieterle - Bianca Müller - Trainer Paul Gaißer    | . |
| 2004 | Glauchau                     | RMSV Aach - Katja Gaißer - Christine Zimmermann - Manuela Dieterle - Bianca Müller - Trainer Paul Gaißer                                 | . | . |
| 2005 | Bad Salzuflen                | . | . | . |
| 2006 | Mönchengladbach              | RSV Solidarität Randersacker - Verena Höfer - Lisa Bardorf - Eva Bardorf - Hannah Behrendt - Trainerin Tina Vogel                        | RSV Möwe Kornwestheim.                                                                                     | SKV Mörfelden - Marianne Brown - Ksenija Kodek - Yvonne Schulmeyer - Julia Schwappacher                                     |
| 2007 | Elsenfeld                    | RSV Solidarität Randersacker - Verena Höfer - Lisa Bardorf - Eva Bardorf - Hannah Behrendt - Trainerin Tina Vogel                        | RSV Möve Kornwestheim - Sonja Bauer - Isabell Lorant - Sabrina Sammet - Claudia Schweyher                  | RMSV Aach - Jasmin Auer - Miriam Haverkamp - Regina Neubrand - Kerstin Weber - Trainer Paul Gaißer                          |
| 2008 | Ludwigshafen Neues Reglement | RSV Solidarität Randersacker - Verena Höfer - Lisa Bardorf - Eva Bardorf - Hannah Behrendt - Trainerin Tina Vogel                        | SKV Mörfelden - Anna Hechler - Elisabeth Schäffer - Hannah Hechler - Pia Stiller                           | RMSV Aach - Jasmin Auer - Bianca Paul - Carina Muffler - Kerstin Weber - Trainer Paul Gaißer                                |
| 2009 | Herzogenrath                 | RSV Solidarität Randersacker - Verena Höfer - Lisa Bardorf - Eva Bardorf - Hannah Behrendt - Trainerin Tina Vogel                        | RKV Denkendorf                                                                                             | SKV Mörfelden I |
| 2010 | Hamburg                      | RSV Solidarität Randersacker - Verena Höfer - Lisa Bardorf - Eva Bardorf - Hannah Behrendt - Trainerin Tina Vogel 83,65 Punkte           | SKV Mörfelden I 81,50                                                                                      | RKV Herzogenaurach 78,15 |